# Dieuwke Fetter
Dieuwke Fetter (Amsterdã, 26 de janeiro de 1991) é uma remadora neerlandesa.

## Carreira
Fetter cresceu em Dommelen. Quando foi estudar em Amsterdã, disse que estava bêbada e se inscreveu no ASR Nereus, onde logo se tornou timoneira. Os oito homens que o clube enviou surpreendentemente conseguiram vencer uma competição da Copa do Mundo em 2017. Após este sucesso associativo, Fetter ingressou na seleção nacional, inicialmente como timoneiro do oito feminino nacional, e a partir de 2022 do oito masculino.
Nos Jogos Olímpicos de Verão de 2024, em Paris, conquistou a medalha de prata na competição do oito com masculino ao lado de Ralf Rienks, Olav Molenaar, Sander de Graaf, Ruben Knab, Gert-Jan van Doorn, Jacob van de Kerkhof, Jan van der Bij e Mick Makker, com o tempo de 5:23.92.